# Roger Bigod, II conde de Norfolk
Roger Bigod (c. 1144/1150-1221) fue II conde de Norfolk, justiciar de Inglaterra y asistente real.

## Biografía
Aunque su padre murió en 1176 o 1177, Roger lo sucedió en el condado de Norfolk hasta 1189 ya que su reclamo había sido disputado por su madrastra para los hijos que tuvo junto al conde Hugh, durante el reinado de Enrique II de Inglaterra. El rey Ricardo I lo confirmó en su título y en otros honores, y también le envió como embajador a Francia el mismo año. Roger heredó el cargo de su padre como asistente real. 
Participó en las negociaciones para la liberación de Ricardo de prisión, y después del regreso del rey a Inglaterra, se convirtió en justiciar. Durante la revuelta de 1173-1174, Bigod se mantuvo leal al rey mientras su padre se aliaba con los hijos rebeldes del rey. Bigod luchó en la Batalla de Fornham el 17 de octubre de 1173, donde la fuerza realista derrotó a un ejército rebelde dirigido por Robert de Beaumont, III conde de Leicester.
En la mayoría de los años del reinado de Juan I, el conde estaba frecuentemente con el rey o en asuntos reales. No obstante, Bigod era uno de los dirigentes del partido baronial que obtuvo la firma del rey en la Carta Magna, y su nombre y el de su hijo y heredero, Hugh II, aparecen entre los veinticinco barones encargados de asegurar la adhesión del rey a los términos del documento. Ambos fueron excomulgados por el papa en diciembre de 1215.
En 1216 Juan marchó a Anglia Occidental con un ejército de mercenarios y sitió el asentamiento de Bigod en el castillo de Framlingham mientras este no se encontraba. El castillo, que contaba con 26 caballeros, 20 sargentos de armas, 7 ballesteros, 1 capellán y otros 3, se rindió dos días. La pérdida del castillo fue temporal, pues Bigod hizo las paces con los regentes de Enrique III, hijo de Juan, en 1217. Tras esto, Bigod parece haberse retirado de la vida pública. Murió en 1221 como una figura respetada y con sus tierras intactas.

## Familia

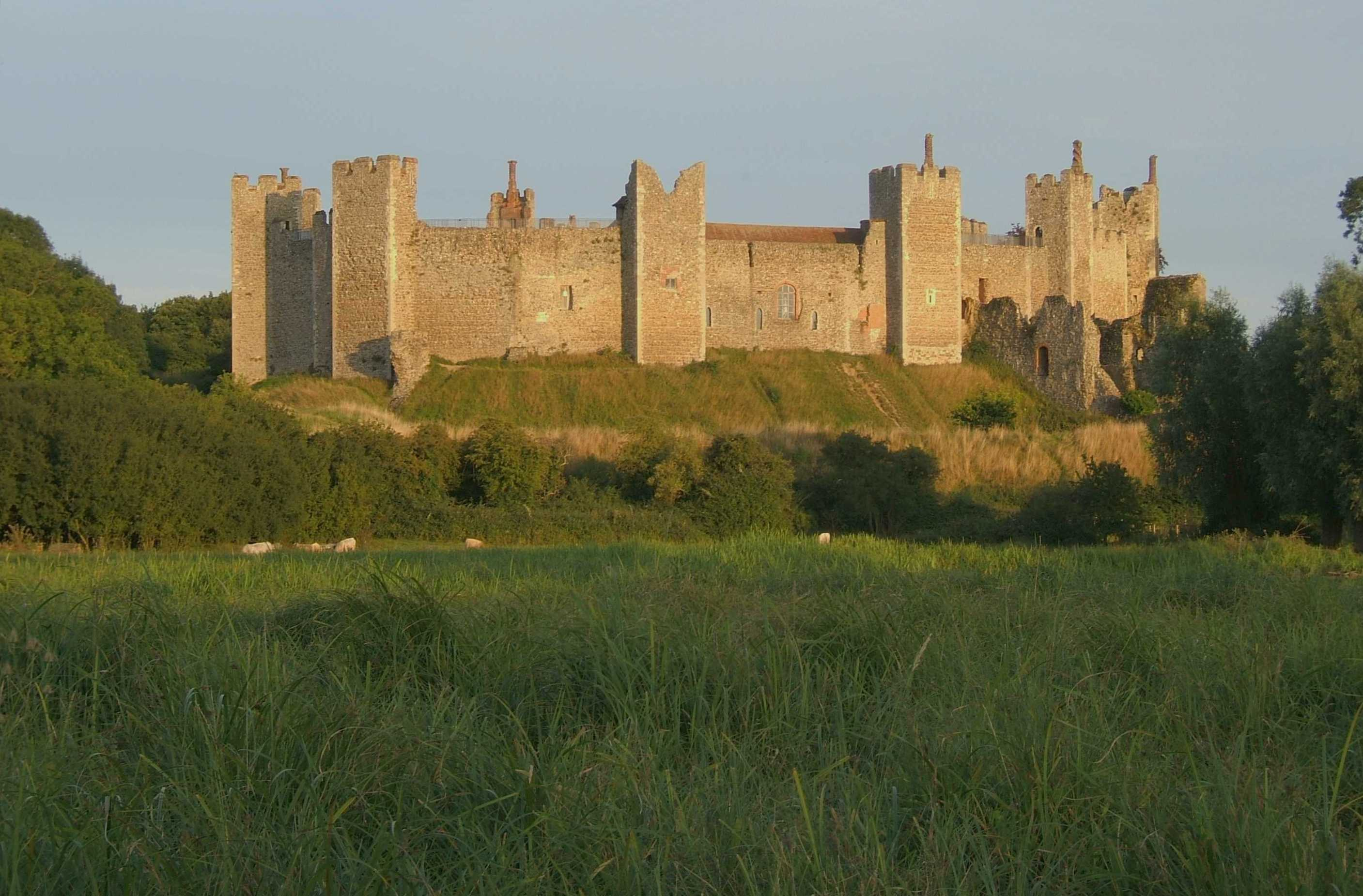
Castillo de Framlingham, principal asentamiento de Bigod.

Era hijo de Hugh Bigod, I conde de Norfolk y su primera esposa, Juliana de Vere.
Alrededor de la Navidad de 1181, Roger se casó con Ida —presumiblemente Ida de Tosny (o de Toesny)— con la que tuvo varios hijos:
1. Hugh Bigod, III conde de Norfolk casado en 1206/1207 con Maud, hija de Guillermo el Mariscal.
2. William Bigod.
3. Ralph Bigod.
4. Roger Bigod.
5. Margery, casada con William de Hastings.
6. Mary Bigod, casada con Ralph fitz Robert.[3]

## En la ficción
Roger Bigod y su mujer Ida de Tosny son los personajes principales en la obra de Elizabeth Chadwick The Time of Singing (Sphere, 2008), publicado en los EE. UU. como For the King's Favor ("Por el favor del rey"). También aparecen como personajes secundarios en otros de sus libros ambientados en la misma época, notablemente en  Desafiar a un rey, que trata del matrimonio de su hijo Hugh con Maud. Bigod aparece como Bigot en la obra de teatro King John de William Shakespeare.